# Максим Поташов
Максим Оскарович Поташов (на руски: Максим Оскарович Поташев) е руски математик и бизнес-треньор, най-известен като магистър на руската игра „Какво? Къде? Кога?“ (на руски: Что? Где? Когда?).
От 2010 г. е президент на Федерацията по спортен бридж на Русия.

## Биография
Завършва факултета по управление и приложна математика в МФТИ, като освен това е бил преподавател в същия институт. От 1989 г. играе в спортната версия на „Какво? Къде? Кога?“ в отбора „Атина“, като от 2001 г. е негов капитан.
Дебютира в телевизионната версия на „Какво? Къде? Кога?“ през 1994 г. Четири пъти печели „Кристалната сова“ (1997, два пъти през 2000 г. и 2016) за най-добър играч на сезона. Рекордьор е по победи в кръга „Суперблиц“ (5 победи). През 2000 г. става вторият в историята на предаването, удостоен със званието магистър, като е награден на финала на Юбилейните игри.